# 加藤貴昭
加藤 貴昭（かとう たかあき、1974年5月1日 - ）は、日本の人間工学者、スポーツ心理学者、元野球選手（捕手）。慶應義塾大学環境情報学部教授、慶應義塾大学大学院政策・メディア研究科委員、慶應義塾大学SFC研究所ベースボール・ラボ代表。

## 経歴
学生時代は強打の捕手として野球をプレー。野沢北高校では4番・捕手として主将を務め、3年夏の県大会4強に貢献。高校通算25本塁打。早慶戦に憧れを抱き、慶應義塾大学環境情報学部にAO入試を経て入学した。野球部では2年秋からベンチ入りし、3年秋には3番・左翼手としてレギュラーの座をつかんだ。髙木大成が卒業した4年時には元のポジションである正捕手となり、主将も務めた。リーグ通算45試合の出場で、打率.280、2本塁打、27打点を記録。1学年下には次期主将を務めた高橋由伸がいた。
卒業後に渡米し、MLBシカゴ・カブス傘下のマイナーリーグにて1998年から2年間プレー。
2003年、大学院政策・メディア研究科博士課程にて博士（学術）の学位を取得。同年、慶應義塾大学総合政策学部専任講師となり、2012年に環境情報学部准教授、2021年に教授となった。
2023年3月、慶應義塾体育会野球部の部長に就任。同部OBが部長職を担うのは加藤が初である。